# Hofkirchen (Donau)

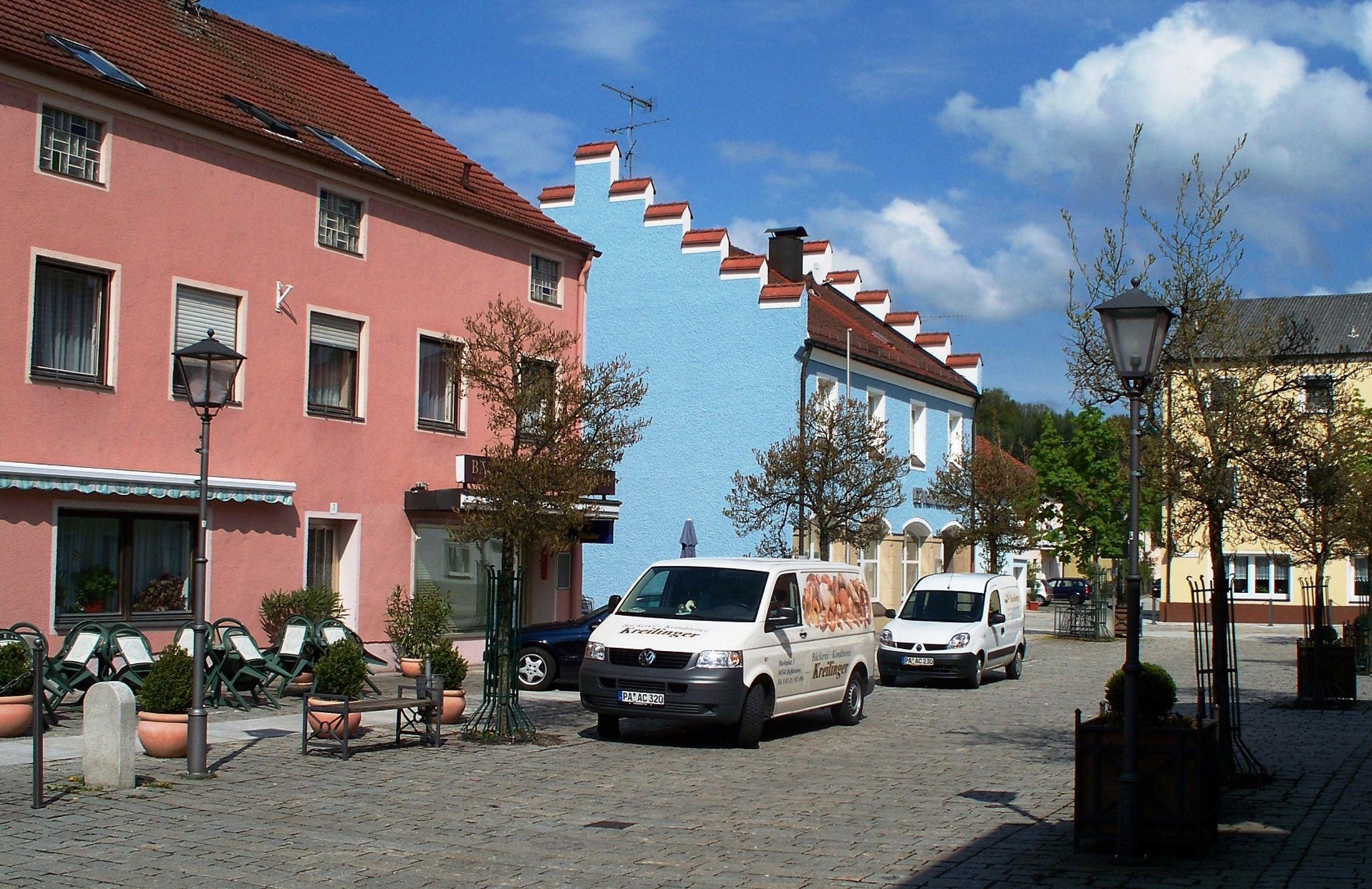
Hofkirchen (Donau)

Hofkirchen (Donau) este o comună-târg din districtul  Passau, regiunea administrativă Bavaria Inferioară, landul Bavaria, Germania.